# Siddeley-Deasy
The Siddeley-Deasy Motor Car Company Limited fut un constructeur anglais d'automobiles, d'avions, de moteurs d'avions et de moteurs d'automobiles au début du XXe siècle. Il était au centre de la formation, de la fusion et du rachat, des entreprises Armstrong Siddeley Motor et Armstrong Whitworth Aircraft. Il était basé à Coventry dans les Midlands de l'Ouest.

## Histoire

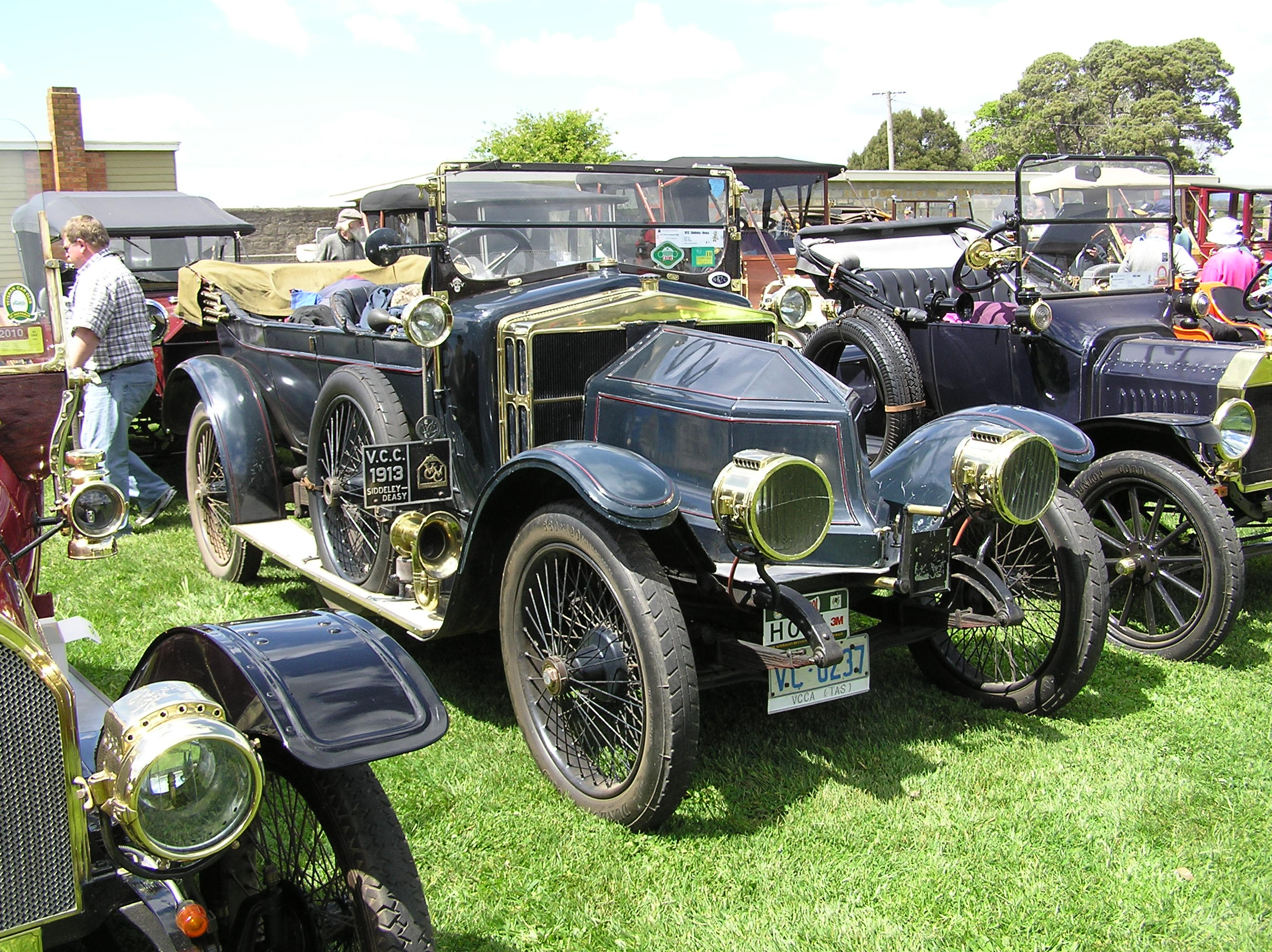
Une Siddeley-Deasy 18-24hp de 1912
vendue neuve à G Fysh de Launceston Tasmania

La Deasy Motor Car Manufacturing Company Limited fut fondée par Henry Hugh Peter Deasy dans l'usine qui servit à la fabrication des voitures Iden. Deasy quitta en 1908 à la suite de désaccords avec son Ingénieur en Chef En 1910, J D Siddeley prit le poste de directeur, ayant rejoint Deasy en 1909 après avoir géré Wolseley. Les actionnaires étaient si heureux de sa réussite que le 7 novembre 1912, ils sont convenus à l'unanimité de modifier le nom de la société en Siddeley-Deasy Motor Car Company Limited,. Le nom Siddeley est rajouté au radiateur des voitures en 1912.
Siddeley-Deasy a grandi rapidement en montant des moteurs Aster sur des châssis Rover et Daimler. Ils commencèrent par créer une marque distincte en 1912, Stoneleigh, par le montage d'un autre radiateur et capot sur une BSA 13.9 h.p., mais dans les années 1920, une voiture tout à fait distincte a été produite et vendue sous le nom Stoneleigh. Décrite comme peu performante, ses ressorts quart-elliptiques lui donnaient un curieux comportement routier. La Wholesale Cooperative Society choisit ses camionnettes.

## Première Guerre Mondiale

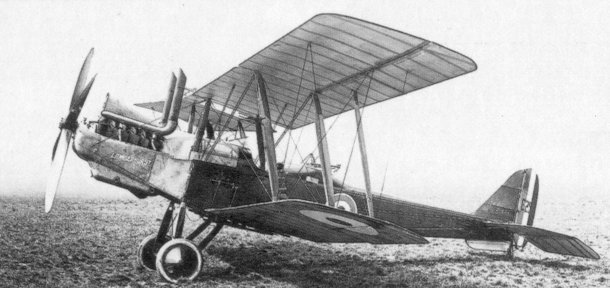
RE 8.1

Au cours de la Première Guerre Mondiale, Siddeley-Deasy a grandi jusqu'à employer 5.000 travailleurs produisant des ambulances et des moteurs d'avion, qui comprenait le Puma, six-cylindres en ligne refroidi par eau et le Tigre. Le dernier fut un V-12 refroidi par eau, fondamentalement deux Pumas sur un vilebrequin commun. Ce fut l'une des six entreprises à produire les avions Royal Aircraft Factory R. E. 8 à partir de 1916. En 1917, trois membres du personnel de la Royal Aircraft Factory rejoignent Siddeley-Deasy et commencent à concevoir des aéronefs à voilure fixe. Il y avait un concepteur de moteurs, S. D. Héron,  F. M. Green, qui est devenu l'ingénieur en chef, et John Lloyd, qui est devenu chef designer d'aéronefs. Ces deux derniers sont restés chez Siddeley Deasy et son successeur pendant de nombreuses années. En 1917-18 l'équipe dirigée par Lloyd conçut trois avions, dont l'un, le Siskin, est devenu bien connu.

## Armstrong Siddeley
Après la guerre, les conditions furent difficiles pour les fabricants, et en 1919 Siddeley suggéra une fusion avec le département Moteurs de Voitures de Sir W G Armstrong Whitworth & Co Limited. Armstrong-Whitworth fut un fournisseur de carters moteur de Siddeley-Deasy et avaient eux-mêmes fabriqué des avions, principalement conçus par Frederick Koolhoven qui quitta la société en 1917, puis par F. M Murphy. En 1919, ils décidèrent de renoncer à la fabrication d'avions et de renvoyer le personnel concerné. Armstrong Whitworth a acquis une participation majoritaire dans La Siddeley-Deasy Motor car Company Limited et a changé son nom en The Armstrong Siddeley Company Limited.
Armstrong-Siddeley produisit des moteurs radiaux d'avions, et des turboréacteurs après-guerre. En avril 1920 ou un peu plus tard, elle fonde sa propre filiale, la  Sir W. G. Armstrong Whitworth Aircraft Co. Ltd. Cette dernière société a continué à produire des chasseurs Siskin en grand nombre, avec plus tard, des modèles Armstrong Whitworth originaux.
En mars 1927, John Siddeley racheta la maison mère Armstrong Whitworth Développement Co. Ltd. et ses filiales à Armstrong Whitworth, la renomma Armstrong Siddeley Development Co. Ltd. Le nom de la filiale aéronautique, Sir W. G. Armstrong Whitworth Aircraft Co. Ltd. resta inchangé. John Siddeley indiqua que, depuis 1919, son entreprise avait produit chaque année plus de moteurs de voitures 6 cylindres que n'importe quel autre producteur Européen. Les deux principaux membres de l'équipe de conception de Siddeley Deasy sont restés dans la nouvelle société pendant de nombreuses années. John Lloyd a été concepteur en chef jusqu'en 1948 et a pris sa retraite comme directeur technique en 1959. F. M. Green prit sa retraite en 1933.

## Produits

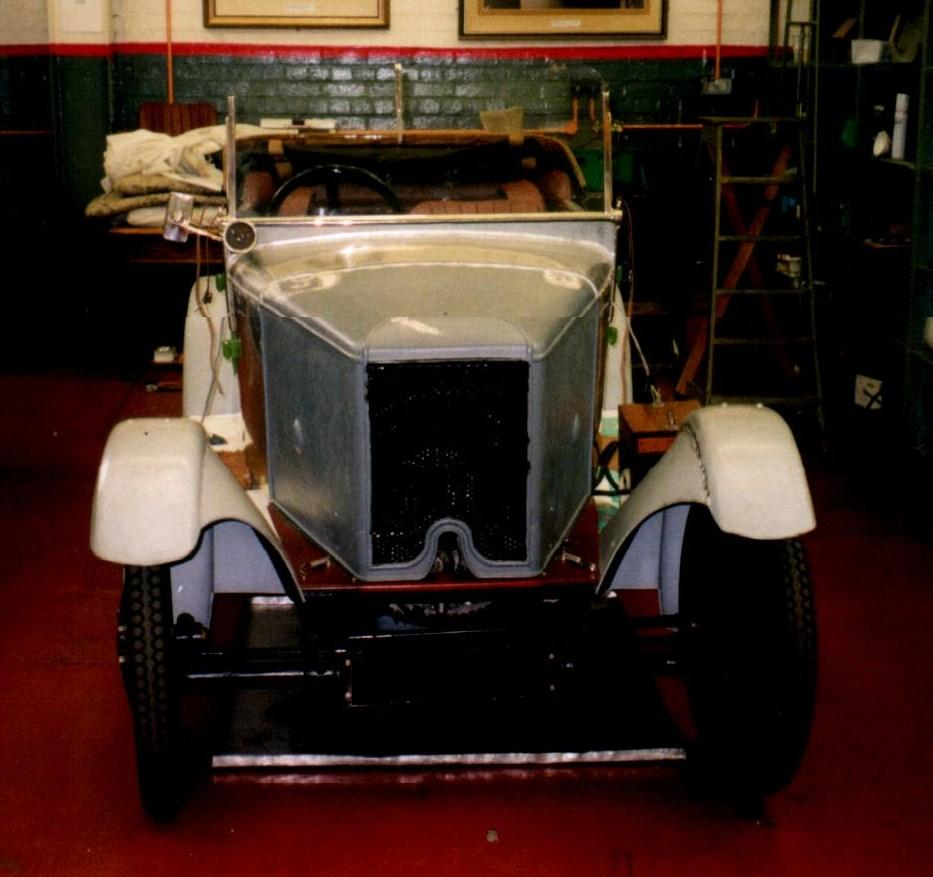
Stoneleigh 9 h.p. de 1923.
Le nom fut changé en 1924:
Armstrong Siddeley 14/4

### Voitures
- De 12 à 16 cv 4-cyl, soupapes à clapet, 75x110 = 1 944 cm3 385 £
- Du 14 au 20 cv 4-cyl, soupapes à clapet, 80x130 = 2 614 cm3 375 £
- 16-20 cv 6-cyl, soupapes manchon, 90x130 = 4 962 cm3 445 £ (le moteur Silent Knight fut introduit fin 1911)
- 18-24 cv 6-cyl, soupapes manchon, 90x130 = 4 962 cm3 685 £
- 1912 Stoneleigh 13.9 cv 4-cyl-manchon de soupape 75x114 = cc 2015

### Les moteurs d'avion
- Siddeley Puma
- Siddeley Tigre

### Avions
- Siddeley-Deasy R. T. 1
- Armstrong Whitworth Siskin
- Siddeley-Deasy Siniai